# 2-я Аэропортовская улица
2-я Аэропортовская улица — существовавшая до второй половины XX века улица на северо-западе Москвы (в районе станции метро Аэропорт). Названа в 1951 году по находившемуся поблизости бывшему Московскому аэропорту. С 1922 по 1951 годы носила название 2-я Инвалидная по существовавшему здесь дому для инвалидов. Изначально называлась Александровский проезд в честь Александровского убежища для увечных и престарелых воинов. Упразднена после перестройки района в 1960-е годы. Ныне сохранился лишь её участок в виде внутриквартального проезда между домами 4А по улице Черняховского и 27 по Красноармейской улице. Параллельная ей 1-я Аэропортовская улица продолжает существовать под тем же названием, несмотря на ставший в нём излишним порядковый номер.